# Jean Laurent (banquier)
Pour les articles homonymes, voir Laurent et Jean Laurent.
Jean Laurent, né le 31 juillet 1944 à Mazamet (Tarn) et mort le 12 janvier 2023 à Paris, est un banquier français.

## Biographie
Ingénieur diplômé de l’École nationale supérieure de l'aéronautique et de l'espace (1967) et titulaire d'une maîtrise universitaire ès sciences de l'université d'État de Wichita, il fait toute sa carrière dans le groupe Crédit agricole, d’abord dans les caisses du Crédit agricole de Toulouse, puis du Loiret et de l’Île-de-France où il a exercé ou supervisé différents métiers de la banque de détail.
Il rejoint ensuite la Caisse nationale du Crédit agricole, d’abord comme directeur général adjoint (1993-1999), puis comme directeur général (1999-2005). À ce titre, il a assumé l'introduction en bourse de Crédit agricole SA (2001), puis l’acquisition et l’intégration du Crédit lyonnais, dont il est devenu président (2003-2005), dans le groupe Crédit agricole.
Il est président du conseil d’administration de Covivio (ex Foncière des régions) de 2010 à 2022.
Il meurt le 12 janvier 2023 dans le 12e arrondissement de Paris,. 